# Майкон Дуглас Сізенандо
Майкон Дуглас Сізенандо (порт. Maicon, нар. 26 липня 1981, Нову-Амбургу) — бразильський футболіст, захисник. Відомий виступами у складі національної збірної Бразилії

## Клубна кар'єра
Народився 26 липня 1981 року в місті Нову-Амбургу. Вихованець юнацьких команд футбольних клубів «Греміо», «Крісіума» та «Крузейру».
У дорослому футболі дебютував 2001 року виступами за «Крузейру», в якому провів три сезони, взявши участь у 58 матчах чемпіонату.
Своєю грою за команду привернув увагу представників тренерського штабу «Монако», до складу якого приєднався в червні 2004 року за 3 млн євро, підписавши контракт на 4 роки. Проте відіграв за монегасків лише наступні два сезони своєї ігрової кар'єри, під час яких був основним гравцем захисту команди.
До складу клубу «Інтернаціонале» приєднався в липні 2006 року за 7 млн євро. Контракт був підписаний на 5 років із заробітною платою 1,5 млн євро за рік.
31 серпня 2012 року Майкон підписав контракт з «Манчестер Сіті», за який зіграв 9 матчів національного чемпіонату.
18 липня 2013 повернувся в Серію A, підписавши контракт з «Ромою». Літом 2016 покинув клуб.
В 2017—2020 виступав у складах бразильських «Аваї», «Крісіуми» і «Віли-Нови».
У 2021 виступав за італійську «Сону» та сан-маринський «Тре Пенне».
2023 року офіційно оголосив про завершення кар'єри.

## Виступи за збірну
14 січня 2003 року дебютував в офіційних матчах у складі національної збірної Бразилії в товариській грі проти збірної Норвегії, що завершилася з рахунком 1-1.
У складі збірної був учасником розіграшу Золотого кубка КОНКАКАФ 2003 року у США та Мексиці, де разом з командою здобув «срібло», розіграшу Кубка Америки 2004 року у Перу, здобувши того року титул континентального чемпіона, розіграшу Кубка Конфедерацій 2005 року у Німеччині, здобувши того року титул переможця турніру, розіграшу Кубка Америки 2007 року у Венесуелі, здобувши того року титул континентального чемпіона, розіграшу Кубка Конфедерацій 2009 року у ПАР, здобувши того року титул переможця турніру, чемпіонату світу 2010 року у ПАР та розіграшу Кубка Америки 2011 року в Аргентині.
Всього провів у формі головної команди країни 74 матчі, забивши 7 голів.
| Дата       | Місто              | Господарі         | Результат             | Гості          | Турнір                          | Голи | Примітки |
| ---------- | ------------------ | ----------------- | --------------------- | -------------- | ------------------------------- | ---- | -------- |
| 13/07/2003 | Мехіко             | Мексика           | 1 – 0                 | Бразилія       | Кубок КОНКАКАФ 2003 - 1-й етап  | -    | [ 8 ]    |
| 15/07/2003 | Мехіко             | Гондурас          | 1 – 2                 | Бразилія       | Кубок КОНКАКАФ 2003 - 1-й етап  | 1    | [ 8 ]    |
| 19/07/2003 | Маямі              | Колумбія          | 0 – 2                 | Бразилія       | Кубок КОНКАКАФ 2003 - 1-й етап  | -    | [ 8 ]    |
| 23/07/2003 | Маямі              | США               | 1 – 2                 | Бразилія       | Кубок КОНКАКАФ 2003 - півфінал  | -    | [ 8 ]    |
| 27/07/2003 | Мехіко             | Бразилія          | 0 – 1                 | Мексика        | Кубок КОНКАКАФ 2003 - Фінал     | -    | 2 місце  |
| 08/07/2004 | Арекіпа            | Бразилія          | 1 – 0                 | Чилі           | Копа Америка 2004 - 1-й етап    | -    |          |
| 14/07/2004 | Арекіпа            | Бразилія          | 1 – 2                 | Парагвай       | Копа Америка 2004 - 1-й етап    | -    |          |
| 18/07/2004 | Піура              | Мексика           | 0 – 4                 | Бразилія       | Копа Америка 2004 - чвертьфінал | -    |          |
| 21/07/2004 | Ліма               | Бразилія          | 1 – 1 д.ч. (5-3 п.п.) | Уругвай        | Копа Америка 2004 - півфінал    | -    |          |
| 25/07/2004 | Ліма               | Аргентина         | 2 – 2 д.ч. (2-4 п.п.) | Бразилія       | Копа Америка 2004 - Фінал       | -    | 7 титул  |
| 08/09/2004 | Берлін             | Німеччина         | 1 – 1                 | Бразилія       | товариський матч                | -    |          |
| 25/06/2005 | Нюрнберг           | Німеччина         | 2 – 3                 | Бразилія       | Кубок Конфедерацій              | -    |          |
| 29/06/2005 | Франкфурт-на-Майні | Бразилія          | 4 – 1                 | Аргентина      | Кубок Конфедерацій              | -    | 2 титул  |
| 16/08/2006 | Осло               | Норвегія          | 1 – 1                 | Бразилія       | товариський матч                | -    |          |
| 03/09/2006 | Лондон             | Аргентина         | 0 – 3                 | Бразилія       | товариський матч                | -    |          |
| 05/09/2006 | Лондон             | Уельс             | 0 – 2                 | Бразилія       | товариський матч                | -    |          |
| 10/10/2006 | Стокгольм          | Бразилія          | 2 – 1                 | Еквадор        | товариський матч                | -    |          |
| 15/11/2006 | Базель             | Швейцарія         | 1 – 2                 | Бразилія       | товариський матч                | -    |          |
| 06/02/2007 | Лондон             | Бразилія          | 0 – 2                 | Португалія     | товариський матч                | -    |          |
| 01/06/2007 | Лондон             | Англія            | 1 – 1                 | Бразилія       | товариський матч                | -    |          |
| 05/06/2007 | Дортмунд           | Бразилія          | 0 – 0                 | Туреччина      | товариський матч                | -    |          |
| 27/06/2007 | Пуерто-Ордас       | Бразилія          | 0 – 2                 | Мексика        | Копа Америка 2007 - 1-й етап    | -    |          |
| 01/07/2007 | Матурін            | Бразилія          | 3 – 0                 | Чилі           | Копа Америка 2007 - 1-й етап    | -    |          |
| 07/07/2007 | Пуерто-ла-Крус     | Чилі              | 1 – 6                 | Бразилія       | Копа Америка 2007 - чвертьфінал | -    |          |
| 10/07/2007 | Маракайбо          | Уругвай           | 2 – 2 д.ч. (4-5 п.п.) | Бразилія       | Копа Америка 2007 - півфінал    | 1    |          |
| 15/07/2007 | Маракайбо          | Бразилія          | 3 – 0                 | Аргентина      | Копа Америка 2007 - Фінал       | -    | 8 титул  |
| 22/08/2007 | Монпельє           | Бразилія          | 2 – 0                 | Алжир          | товариський матч                | 1    |          |
| 09/09/2007 | Чикаго             | США               | 2 – 4                 | Бразилія       | товариський матч                | -    |          |
| 12/09/2007 | Бостон             | Бразилія          | 3 – 1                 | Мексика        | товариський матч                | -    |          |
| 14/10/2007 | Богота             | Колумбія          | 0 – 0                 | Бразилія       | Відбір до ЧС 2010               | -    |          |
| 17/10/2007 | Ріо-де-Жанейро     | Бразилія          | 5 – 0                 | Еквадор        | Відбір до ЧС 2010               | -    |          |
| 18/11/2007 | Ліма               | Перу              | 1 – 1                 | Бразилія       | Відбір до ЧС 2010               | -    |          |
| 21/11/2007 | Сан-Паулу          | Бразилія          | 2 – 1                 | Уругвай        | Відбір до ЧС 2010               | -    |          |
| 31/05/2008 | Сієтл              | Канада            | 2 – 3                 | Бразилія       | товариський матч                | -    |          |
| 06/06/2008 | Бостон             | Бразилія          | 0 – 2                 | Венесуела      | товариський матч                | -    |          |
| 15/06/2008 | Асунсьйон          | Парагвай          | 2 – 0                 | Бразилія       | Відбір до ЧС 2010               | -    |          |
| 18/06/2008 | Белу-Оризонті      | Бразилія          | 0 – 0                 | Аргентина      | Відбір до ЧС 2010               | -    |          |
| 07/09/2008 | Сантьяго           | Чилі              | 0 – 3                 | Бразилія       | Відбір до ЧС 2010               | -    |          |
| 10/09/2008 | Ріо-де-Жанейро     | Бразилія          | 0 – 0                 | Болівія        | Відбір до ЧС 2010               | -    |          |
| 12/10/2008 | Сан-Кристобаль     | Венесуела         | 0 – 4                 | Бразилія       | Відбір до ЧС 2010               | -    |          |
| 15/10/2008 | Ріо-де-Жанейро     | Бразилія          | 0 – 0                 | Колумбія       | Відбір до ЧС 2010               | -    |          |
| 20/10/2008 | Бразиліа           | Бразилія          | 6 – 2                 | Португалія     | товариський матч                | 1    |          |
| 10/02/2009 | Лондон             | Бразилія          | 2 – 0                 | Італія         | товариський матч                | -    |          |
| 28/03/2009 | Кіто               | Еквадор           | 1 – 1                 | Бразилія       | Відбір до ЧС 2010               | -    |          |
| 18/06/2009 | Преторія           | США               | 0 – 3                 | Бразилія       | Кубок Конфедерацій              | 1    |          |
| 21/06/2009 | Преторія           | Італія            | 0 – 3                 | Бразилія       | Кубок Конфедерацій              | -    |          |
| 25/06/2009 | Йоганнесбург       | Бразилія          | 1 – 0                 | ПАР            | Кубок Конфедерацій              | -    |          |
| 28/06/2009 | Йоганнесбург       | США               | 2 – 3                 | Бразилія       | Кубок Конфедерацій              | -    | 3 титул  |
| 12/08/2009 | Таллінн            | Естонія           | 0 – 1                 | Бразилія       | товариський матч                | -    |          |
| 05/09/2009 | Росаріо            | Аргентина         | 1 – 3                 | Бразилія       | Відбір до ЧС 2010               | -    |          |
| 09/09/2009 | Сан-Сальвадор      | Бразилія          | 4 – 2                 | Чилі           | Відбір до ЧС 2010               | -    |          |
| 11/10/2009 | Ла-Пас             | Болівія           | 2 – 1                 | Бразилія       | Відбір до ЧС 2010               | -    |          |
| 14/10/2009 | Кампу-Гранді       | Бразилія          | 0 – 0                 | Венесуела      | Відбір до ЧС 2010               | -    |          |
| 14/10/2009 | Доха               | Бразилія          | 1 – 0                 | Англія         | товариський матч                | -    |          |
| 17/11/2009 | Маскат             | Оман              | 0 – 2                 | Бразилія       | товариський матч                | -    |          |
| 02/03/2010 | Лондон             | Ірландія          | 0 – 2                 | Бразилія       | товариський матч                | -    |          |
| 02/06/2010 | Хараре             | Зімбабве          | 0 – 3                 | Бразилія       | товариський матч                | -    |          |
| 07/06/2010 | Дар-ес-Салам       | Танзанія          | 1 – 5                 | Бразилія       | товариський матч                | -    |          |
| 15/06/2010 | Йоганнесбург       | Бразилія          | 2 – 1                 | Північна Корея | ЧС 2010 - 1-й етап              | 1    |          |
| 20/06/2010 | Йоганнесбург       | Бразилія          | 3 – 1                 | Кот-д'Івуар    | ЧС 2010 - 1-й етап              | -    |          |
| 25/06/2010 | Дурбан             | Португалія        | 0 – 0                 | Бразилія       | ЧС 2010 - 1-й етап              | -    |          |
| 28/06/2010 | Йоганнесбург       | Бразилія          | 3 – 0                 | Чилі           | ЧС 2010 - 1/8 фіналу            | -    |          |
| 02/07/2010 | Порт-Елізабет      | Нідерланди        | 2 – 1                 | Бразилія       | ЧС 2010 - чвертьфінал           | -    |          |
| 07/06/2011 | Сан-Паулу          | Бразилія          | 1 – 0                 | Румунія        | товариський матч                | -    |          |
| 13/07/2011 | Кордова            | Бразилія          | 4 – 2                 | Колумбія       | Копа Америка 2011 - 1-й етап    | -    |          |
| 17/07/2011 | Ла-Плата (місто)   | Бразилія          | 0 – 0 (0-2 п.п.)      | Парагвай       | Копа Америка 2011 - чвертьфінал | -    |          |
| Усього     |                    | Матчів (31 місце) | 66                    |                | Голів (63 місце)                | 6    |          |

### Статистика клубних виступів

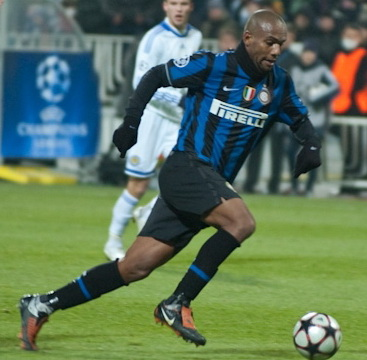
Майкон у складі «Інтернаціонале». 2009 рік

## Досягнення

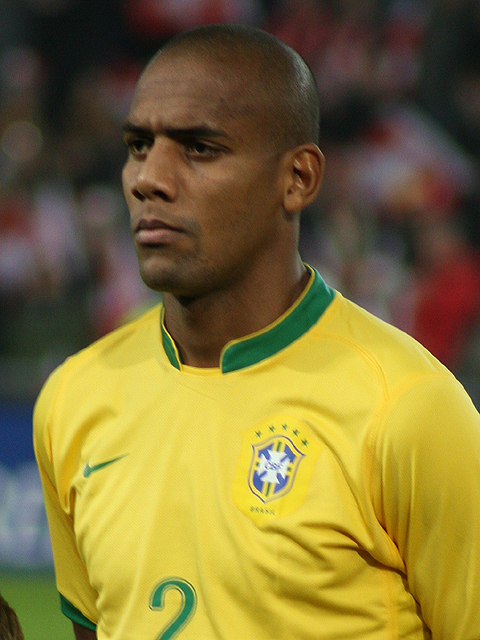
Майкон у складі національної збірної Бразилії 15 листопада 2006 року

### Командні
- Володар Суперкубка Італії:

«Інтернаціонале»: 2006, 2008, 2010
- Чемпіон Італії:

«Інтернаціонале»: 2006-07, 2007-08, 2008-09, 2009-10
- Володар Кубка Італії:

«Інтернаціонале»: 2009-10, 2010-11
- Переможець Ліги чемпіонів УЄФА:

«Інтернаціонале»: 2009-10

### Збірні
- Чемпіон Південної Америки (U-20):

Бразилія (U-20): 2001
- Срібний призер Золотого кубка КОНКАКАФ:

Бразилія: 2003
- Володар Кубка Америки:

Бразилія: 2004, 2007
- Володар Кубка конфедерацій:

Бразилія: 2005, 2009

### Особисті
- Найкращий захисник Ліги чемпіонів: 2009-10
- Володар премії «Золота самба»: 2010
- Гравець збірної всіх зірок ЧС-2010: 2010